# Мужская сборная ветеранов Австрии по кёрлингу
Мужская сборная Австрии по кёрлингу — национальная мужская сборная команда, составленная из игроков возраста 50 лет и старше. Представляет Австрию на международных соревнованиях по кёрлингу среди ветеранов. Управляющей организацией выступает Ассоциация кёрлинга Австрии (нем. Österreichischer Curling Verband, англ. Austrian Curling Association).

## Результаты выступлений

### Чемпионаты мира
| Год        | Место          | И              | В              | П              | Состав (скипы выделены шрифтом) | Состав (скипы выделены шрифтом) | Состав (скипы выделены шрифтом) | Состав (скипы выделены шрифтом) | Состав (скипы выделены шрифтом) | Состав (скипы выделены шрифтом) |                |
| Год        | Место          | И              | В              | П              | четвёртый                       | третий                          | второй                          | первый                          | запасной                        | тренер                          |                |
| ---------- | -------------- | -------------- | -------------- | -------------- | ------------------------------- | ------------------------------- | ------------------------------- | ------------------------------- | ------------------------------- | ------------------------------- | -------------- |
| 2002—11    | не участвовали | не участвовали | не участвовали | не участвовали | не участвовали                  | не участвовали                  | не участвовали                  | не участвовали                  | не участвовали                  | не участвовали                  | не участвовали |
| 2012       | 15             | 7              | 2              | 7              | Herbert Planer                  | Josef Leputsch                  | Herbert Rabacher                | Ronald Niederhauser             | Johann Raidl                    |                                 |                |
| 2013       | не участвовали | не участвовали | не участвовали | не участвовали | не участвовали                  | не участвовали                  | не участвовали                  | не участвовали                  | не участвовали                  | не участвовали                  | не участвовали |
| 2014       | 23             | 7              | 0              | 7              | Herbert Planer                  | Ronald Niederhauser             | Herbert Rabacher                | Franz Datzinger                 | Josef Leputsch                  |                                 |                |
| 2015—н. в. | не участвовали | не участвовали | не участвовали | не участвовали | не участвовали                  | не участвовали                  | не участвовали                  | не участвовали                  | не участвовали                  | не участвовали                  | не участвовали |

(данные с сайта результатов и статистики ВФК:)